# One-nation conservatism
One-nation conservatism, populärt kallat Torydemokraterna (Tory Democracy), är en ideologisk strömning inom Storbritanniens Konservativa parti. Denna form av konservatism betonar statens roll i att bekämpa fattigdom och social misär, i syfte att skapa nationell enighet, och den utgör ett alternativ till Labours välfärdspolitik.
Det var Benjamin Disraeli som myntade begreppet. Disraeli, Harold Macmillan och Edward Heath anses vara de främsta historiska förespråkarna för strömningen, även om Heaths partiledarskap blev början på en nyliberal linje, som sedan fullbordades genom valet av Margaret Thatcher till partiledare. Sedan Thatchers tid som partiledare (1975–1990) har gruppen befunnit sig i opposition, samtidigt som man yttrat sig kritiskt om vissa av de privatiseringar som genomförts under denna period. Till ledande företrädare som varit i regeringsställning hör Kenneth Clarke och före detta partiledaren Iain Duncan Smith, den senare även grundare av tankesmedjan Centre for Social Justice.